# Alliance française de Toronto
 (janvier 2025).
L'Alliance française de Toronto est un institut culturel et linguistique du réseau Alliance française. Il est composé de cinq centres à travers le Grand Toronto (GTA), placés au centre-ville de Toronto (Spadina), à Mississauga, à North York, Oakville et Markham. Le siège de cette institution est situé au centre Spadina qui héberge également le centre culturel ainsi qu'un théâtre de 147 places.

## Histoire
L'Alliance française de Toronto est créée le 28 octobre 1902 par Charles Saint-Elme de Champ et ses collègues universitaires, afin de « venir en aide aux étudiants de langue moderne ». Elle se situe alors sur le campus Victoria de l'université de Toronto et y restera jusqu'à la fin des années 1950.
Entre 1914 et 1918, elle permettra de dispenser des cours de langue française aux officiers canadiens devant partir sur le front, lors de la Première Guerre mondiale.
Entre 1960 et 1970, les cours se feront dans le sous-sol du domicile d'un professeur.
C'est en 1970 que l'Alliance s'installe dans un nouvel édifice, au 60, Charles St West, au croisement de Bay Street et Charles St.
C'est à ce moment que l'Alliance française de Toronto commence à se développer, notamment grâce à l'arrivée en 1977 du directeur André Petit et à l'élection à la présidence de Bill Graham en 1978. Outre l'enseignement de la langue française, le centre commence à développer ses activités culturelles.
En 1980, l'Alliance française de Toronto déménage au 895, Yonge Street. Le bâtiment est alors beaucoup plus grand, avec ses huit salles de cours. Il possède également une galerie d'art et une petite salle de cinéma de quarante places.
C'est en 1986 que l'Alliance française s'installe dans ses locaux actuels, au 24, Spadina Road, dans une maison victorienne typique du quartier de The Annex.
À partir des années 1990, l'Alliance française de Toronto ouvre de nouvelles écoles dans tout le Grand Toronto (GTA). La première s'installe dans la ville de Mississauga, à quelques kilomètres de Toronto, en 1991. C'est aussi cette année-là, en septembre, que l'antenne de North York est créée, au 1, Elmhurst Ave. Ce centre déménage en 2004 dans un bâtiment plus grand, au 95 Sheppard Ave West.
À partir de 2007, le centre culturel de Spadina prend de l'ampleur. Les activités culturelles se multiplient, et de nombreux partenariats sont signés avec des associations et des organismes culturels francophones.
En 2008, le centre de Mississauga déménage dans un centre plus grand. La même année, le centre Spadina rénove et agrandit sa galerie d'art, la Galerie Pierre-Léon.
En janvier 2010, une nouvelle antenne est ouverte à Markham suivie par l'antenne de Oakville en septembre 2013.
En avril 2014, le centre Spadina ouvre un nouveau bâtiment constitué de nouvelles salles de classe, ainsi qu'un nouveau théâtre de 147 places. Cette salle permettra l'essor de l'activité culturelle du centre, qui propose aujourd'hui des concerts (jazz, nouvelle-scène francophone, musique classique, musique du monde), des pièces de théâtre, du cinéma, des conférences, des évènements spécialement destinés aux enfants...

## Éducation
L'Alliance française de Toronto offre  une grande variété de cours de français pour adultes et enfants de tous âges et de tous niveaux. Différentes classes sont spécialement conçues pour aider le public adulte à apprendre le français à travers des cours généraux, de conversation ou encore des cours spécialisés pour ceux qui souhaitent apprendre le français autour de la littérature, le cinéma ou la philosophie. Pour les enfants de 18 mois à 17 ans, l’Alliance française de Toronto propose de nombreux cours après l’école ou le week-end ainsi que des camps d’immersion March Break et Summer Camp afin de leur offrir la possibilité d’acquérir une experience dans un environnement francophone tout en faisant de nombreuses activités divertissantes.

## Activités et rendez-vous culturels
- Jeudi Ciné : projection gratuite d'un film francophone chaque jeudi au théâtre Spadina
- Wine & Gastronomy : dégustation de vins et de fromages, généralement français. Galerie Pierre-Léon
- Concerts : musique classique, jazz, musiques actuelles ou musiques du monde.
- Expositions : une exposition par mois environ, dans la galerie Pierre-Léon, par des artistes français ou francophones.
- Événements enfants : un spectacle enfant par mois, le dimanche, au théâtre Spadina.
- Conférences : chaque mardi ou mercredi, conférence en français ou en anglais, au théâtre Spadina

L'Alliance française de Toronto fait également partie du Bloor Street Culture Corridor (en) .

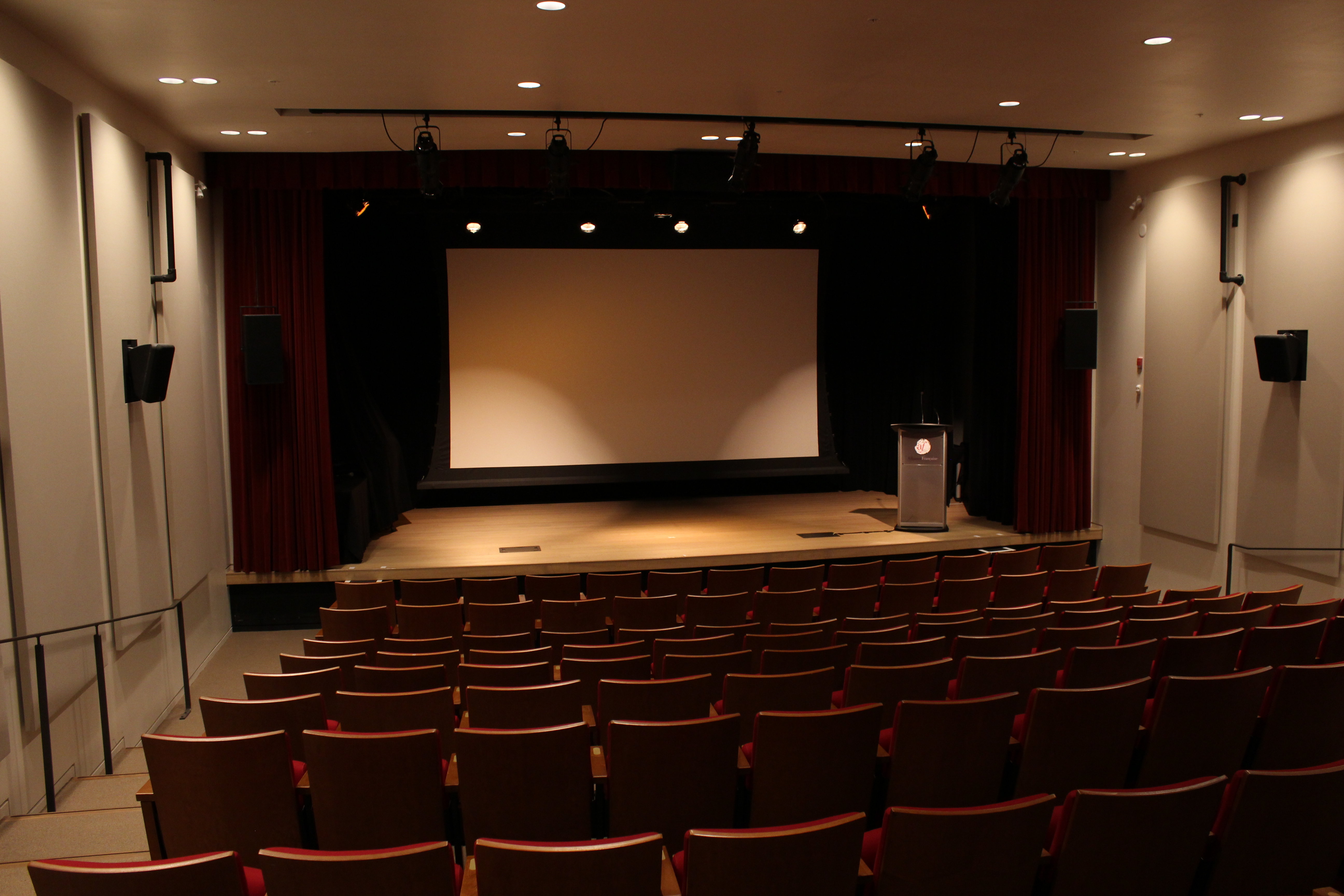
Théâtre Spadina, à l'AFT

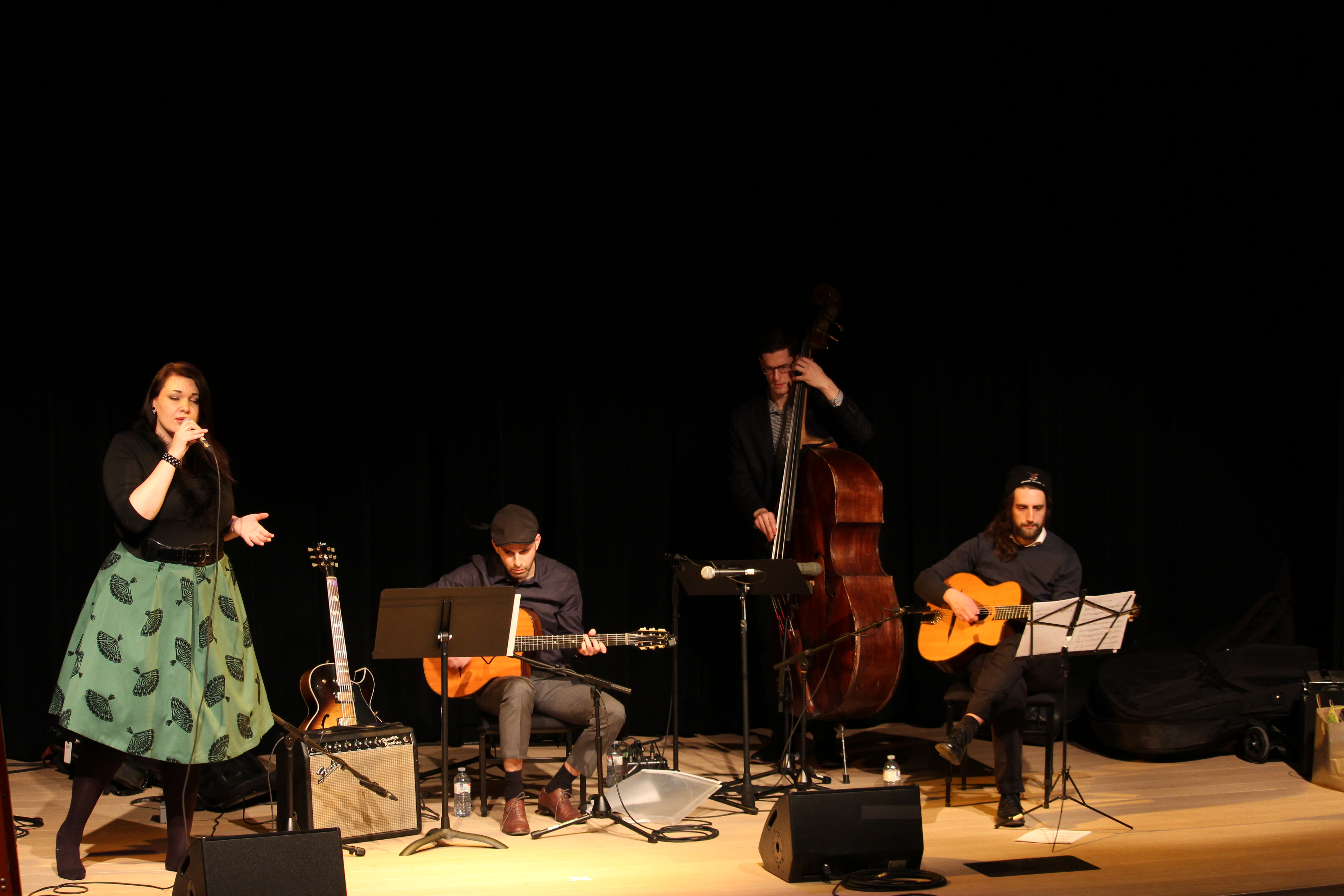
Concert de Roberto Rosenman Quartet, le 23 janvier 2016, au Théâtre Spadina